# Samochodzik

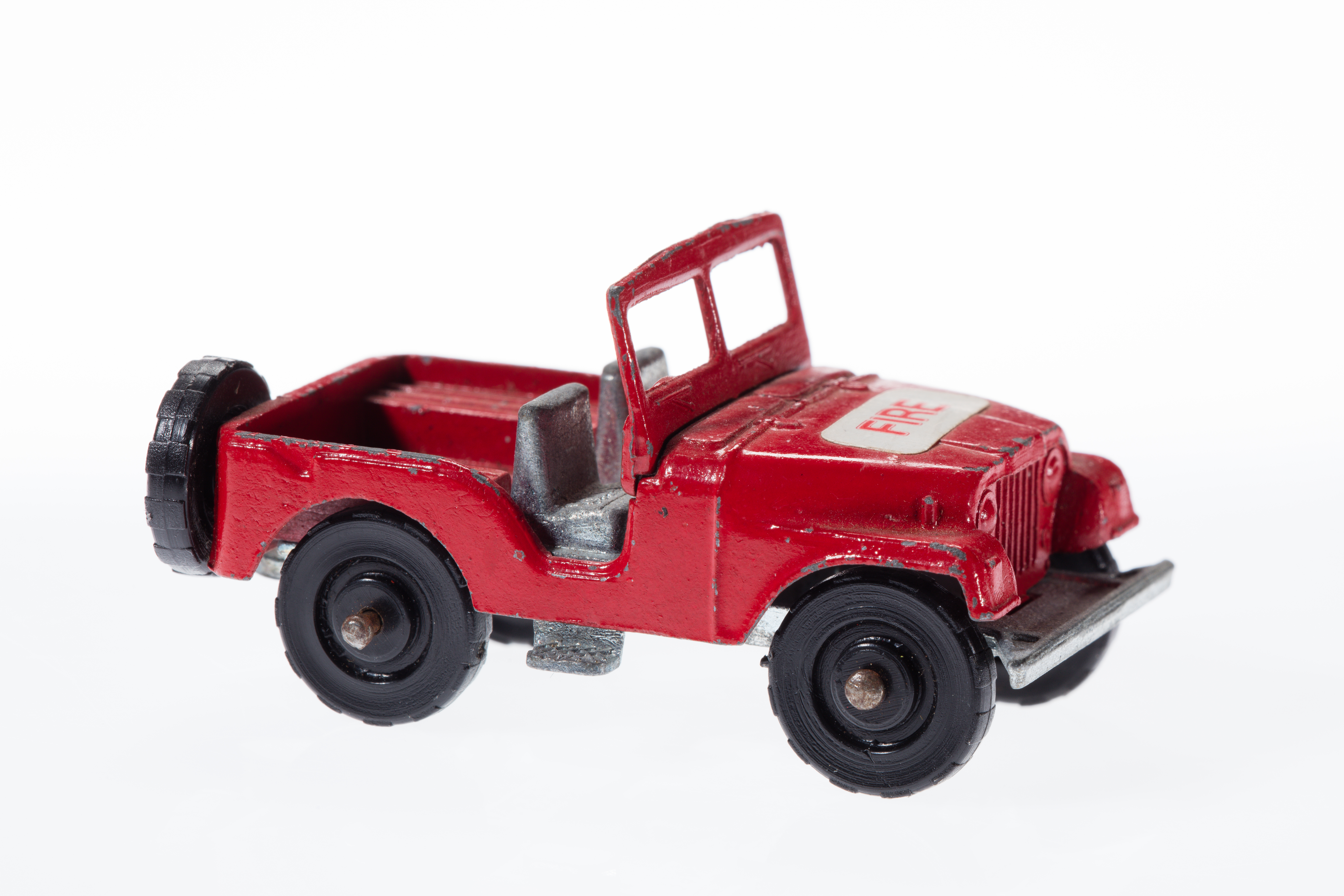
Samochodzik

Samochodzik – zabawka lub model w formie zminiaturyzowanego samochodu (zazwyczaj w rozmiarze od kilku do kilkudziesięciu centymetrów).

## Podział

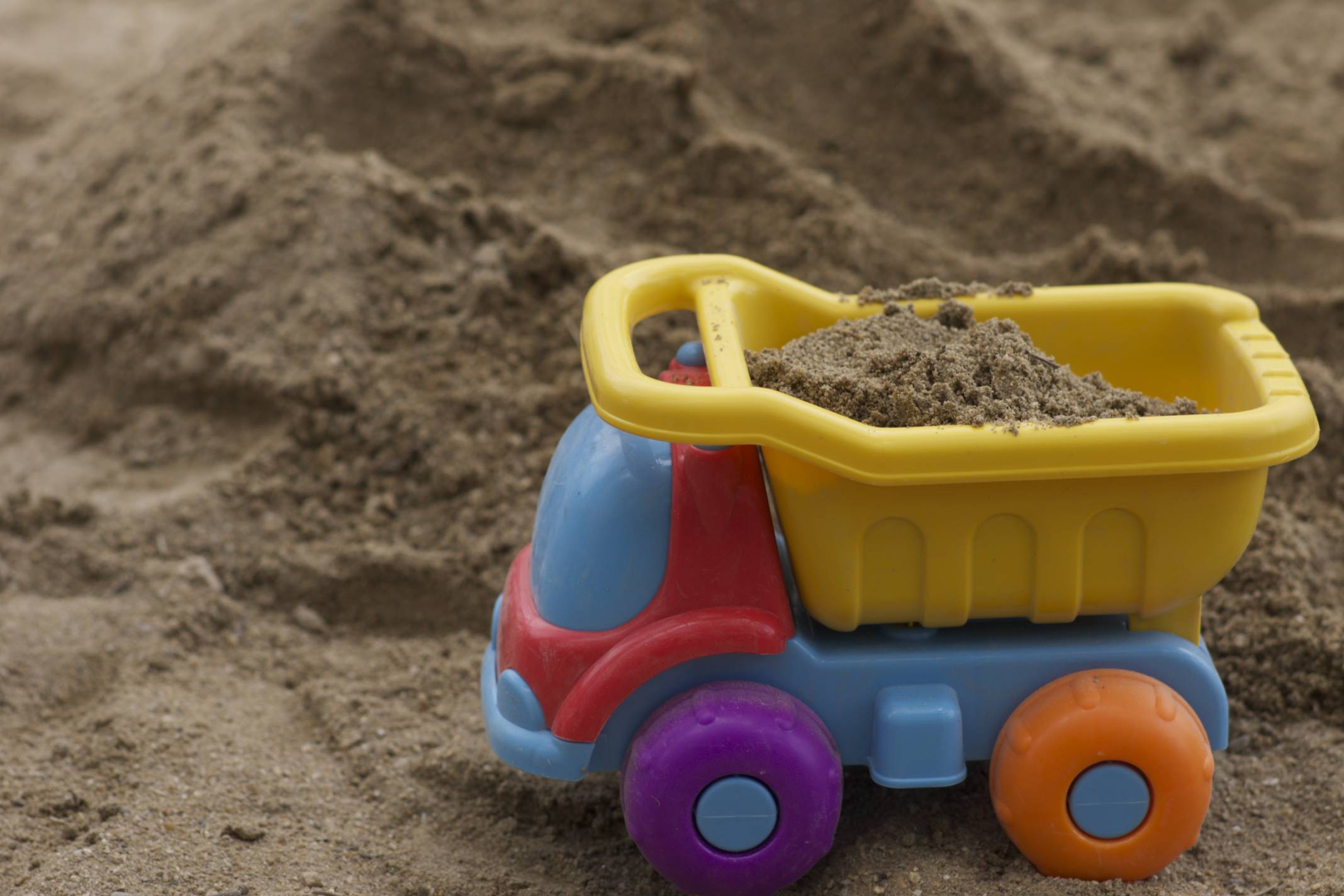
Zabawkowa wywrotka

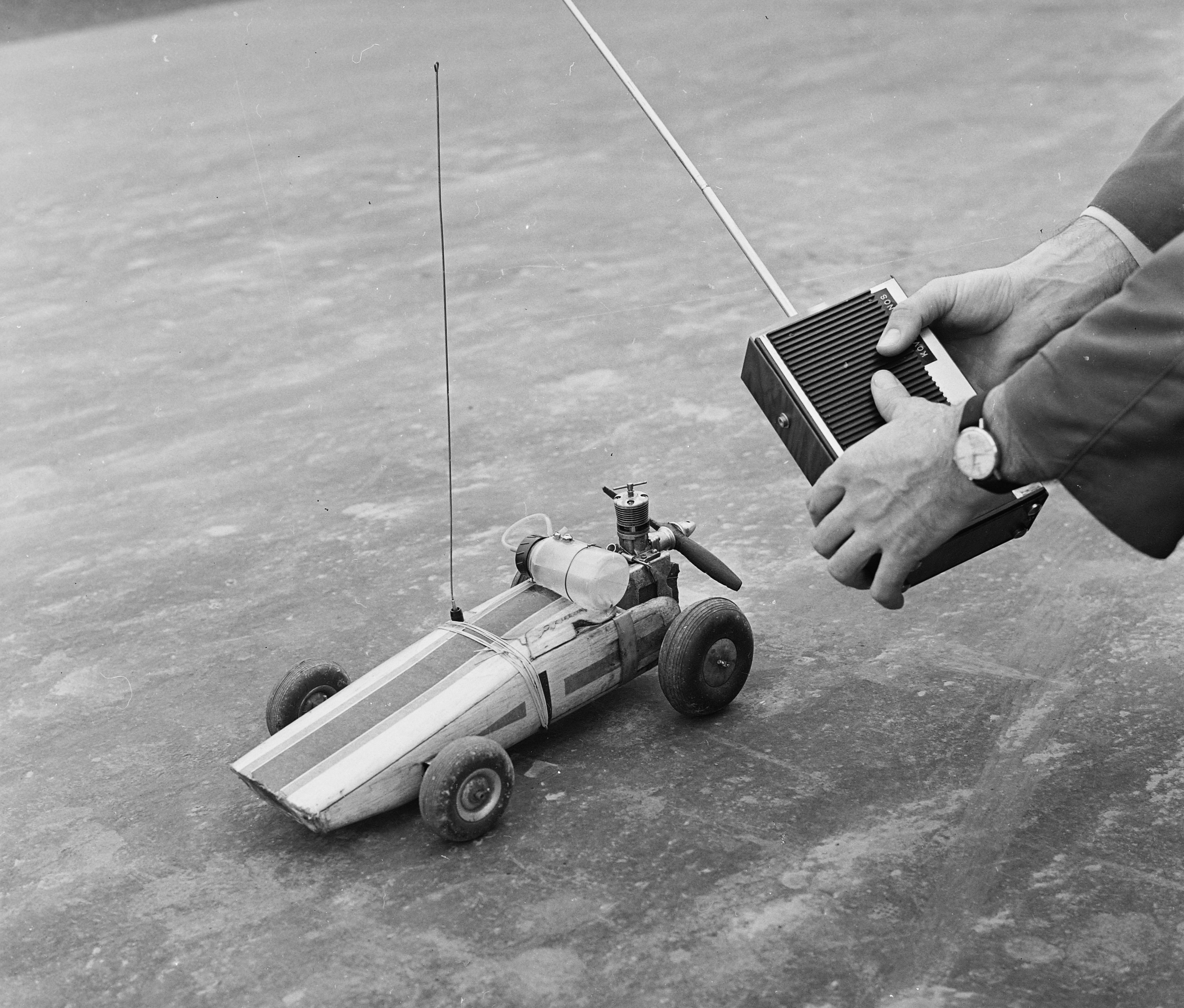
Zdalnie sterowany samochodzik

Ze względu na sposób poruszania się dzielą się na:
- samochodziki bez napędu własnego
- samochodziki o napędzie sprężynowym (naciąganym lub nakręcanym)
- samochodziki wykorzystujące energię elektryczną
- samochodziki o napędzie parowym

Samochodziki nakręcane są wyposażone w mechanizm nakręcający, wykorzystujący zjawisko kumulacji energii w kole zamachowym za pomocą specjalnej korby. Po zwolnieniu blokady koła zamachowego wyzwolona energia jest przenoszona na zespół jezdny, wprawiając samochodzik w ruch. Powszechnie uważa się, że zastosowanie mechanizmu nakręcającego nie realizuje pełnej symulacji ruchu pojazdów kołowych z braku możliwości uzyskania stałej prędkości i występowania przyspieszeń o znacznych wartościach (zarówno dodatnich, jak i ujemnych).
W przeciwieństwie do samochodzików nakręcanych, samochodziki wyposażone w silniczki elektryczne mogą poruszać się przez dłuższy czas ze stałą prędkością w sposób dobrze odwzorowujący poruszanie się środków transportu. Niedogodnością tego rozwiązania jest konieczność wygospodarowania wewnątrz samochodzika odpowiednich rozmiarów pustej przestrzeni, przeznaczonej na baterie ogniw, które powinny pozostać niewidoczne dla postronnego obserwatora.
Samochodziki o napędzie parowym posiadają zabudowany w nadwoziu miniaturowy kocioł (leżący), palenisko oraz jednocylindrowy silnik parowy na parę nasyconą.
Szczególnym przypadkiem samochodzika jest resorak, którego od innych samochodzików odróżnia posiadanie sprężynkowego mechanizmu łączącego nadwozie z zespołem jezdnym.